# Törvényesség (Albánia)
A Törvényesség vagy teljes nevén a Törvényességi Mozgalom Pártja (albánul Legalitet/Legaliteti, Partia Lëvizja e Legalitetit, PLL) a második világháborús megszállás alatt álló Albánia legitimista, eleinte németellenes, később jellemzően antikommunista politikai szervezete volt 1943 és 1944 között. Napjainkban jogutódja jelentéktelen politikai tömörülésként ismét működik.

## Története
Albánia 1939-es olasz annexióját követően a nacionalista csoportosulások és a kommunista erők is saját szervezeteikbe tömörültek (Nemzeti Front, illetve Albán Kommunista Párt), és megkezdték fegyveres ellenállásukat a megszállók ellen. Miután azonban 1943 szeptemberében a náci Németország katonái vették át a kivonuló olaszok helyét, a Nemzeti Front kollaborált a németek bábkormányaival, és a nacionalisták egyes, a nemzeti függetlenséget áhító csoportjai csalódottan fordultak el tőlük.
1943. november 21-én egy Tiranától északra fekvő faluban, Zall i Herritben tartotta meg első gyűlését Abaz Kupi elnökletével az elűzött királyhoz, I. Zoguhoz hű monarchista erők gyűjtőszervezete. Előzőleg a leendő szervezetet Nemzeti Zogista Párt néven emlegették, de ekkor mégis a Törvényesség nevet szavazták meg pártjuknak. A politikai tömörülés tagjai elsősorban geg, elsősorban dibëri nemzetségfők közül kerültek ki, vezetői Abaz Kupi és Xhemal Herri lettek. Fő célkitűzésük az 1939. április 7-ei olasz megszállást megelőző politikai helyzet restitúciója, az I. Zogu kormányozta független Albánia újbóli megteremtése volt. A kezdeményezés azonban végeredményben sikertelennek volt mondható. A Törvényesség sohasem lett számottevő politikai párt, és nem volt képes ütőképes hadsereg megszervezésére sem, ötezernél több harcost sosem tudhatott magáénak. Amiért mégis tényező tudott maradni, az a vezető Abaz Kupi agilitása volt, aki a kiutat a Nemzeti Fronttal való antikommunista összefogásban látta meg, és ennek érdekében exponálta magát és szervezetét a különféle politikai helyzetekben.
1944 áprilisában brit diplomaták megtették az első lépéseket annak érdekében, hogy létrehozzanak egy náciellenes, Albániát felszabadító egységfrontot a Nemzeti Front, a kommunista Nemzeti Felszabadítási Hadsereg és a Törvényesség részvételével. Hamarosan azonban letettek arról, hogy a számottevő erőt felmutatni nem képes Törvényességet is bevonják a megoldási folyamatba. A háttérben azonban június 15-én a Tiranához közeli Tufinë faluban tárgyalóasztalhoz ültek a Nemzeti Front vezetői (Fiqri Dine, Eqrem Vlora, Gjon Marko Gjoni, Midhat Frashëri) és a Törvényességet képviselő Abaz Kupi. Abban egyeztek meg, hogy a kommunista partizánokkal szemben tehetetlen Rexhep Mitrovica kormányát fel kell oszlatni, s a nemzeti frontos Dinének kell kormányt alakítania. Július 19-én ez meg is történt, eddigre azonban már erőiket felmorzsolták az ország nagy részét felszabadító Hoxha partizánjai. Szeptember 21-én még egy kísérletet tettek az antikommunista erők a helyzet visszafordítására, s tanácskozást tartottak Prezában, amelyen részt vett az immár Ibrahim Biçakçiu vezette kormány, a Nemzeti Front, illetve a Törvényesség képviseletében Abaz Kupi. Céljuk egy nemzeti egységkormány megalakítása volt Midhat Frashëri vezetésével, s Kupi kapta volna meg a hadsereg-főparancsnoki tisztséget. A tanácskozás után egy hónappal azonban a kommunisták átvették az ellenőrzést majd az egész ország felett, október 27-én a kollaboráns kormány feloszlott, s ezzel együtt a Törvényesség tagjai is Olaszországba szöktek.
Az 1991-es rendszerváltás után a párt Eqerem Spahia vezetésével újjászületett, de a választásokon rendre elhanyagolható eredményeket ér el.